# Bariona, ou le Fils du tonnerre
Bariona, ou le Fils du tonnerre est une pièce de théâtre écrite par Jean-Paul Sartre en 1940, à l'occasion de la fête de Noël, alors qu'il est prisonnier des Allemands. À cette époque, Sartre lit la Bible ainsi que les ouvrages du philosophe Heidegger.
La pièce a été représentée le 24 décembre 1940 au stalag XII de Trèves, où Sartre était prisonnier. Elle se déroule en Judée au temps de l'occupation romaine. 
Longtemps introuvable en France, ce texte est édité en 1967 aux éditions E. Marescot et en 2010 dans la Bibliothèque de la Pléiade.
L'historien, ancien résistant du Vercors, Gilbert Joseph rapporte dans son livre Une si douce occupation que dans la mise en scène qui est faite de cette pièce, des Juifs pouilleux sont mis en scène derrière des barbelés pour le plus grand plaisir des soldats allemands. Le caporal Jean Pierre, compagnon de captivité de Sartre, juge que la pièce est d'inspiration antisémite : elle contient des propos sévères à l'égard des Juifs, tenus par un fonctionnaire romain. Annie Cohen-Solal, biographe de Sartre, ignore s'il faut mettre les propos tenus dans la pièce sur le compte de l'inconscience ou de la maladresse. Gilbert Joseph indique que c'est peut-être grâce au succès rencontré par cette pièce auprès des Allemands que Sartre fut libéré du camp de prisonniers.